# Weßling

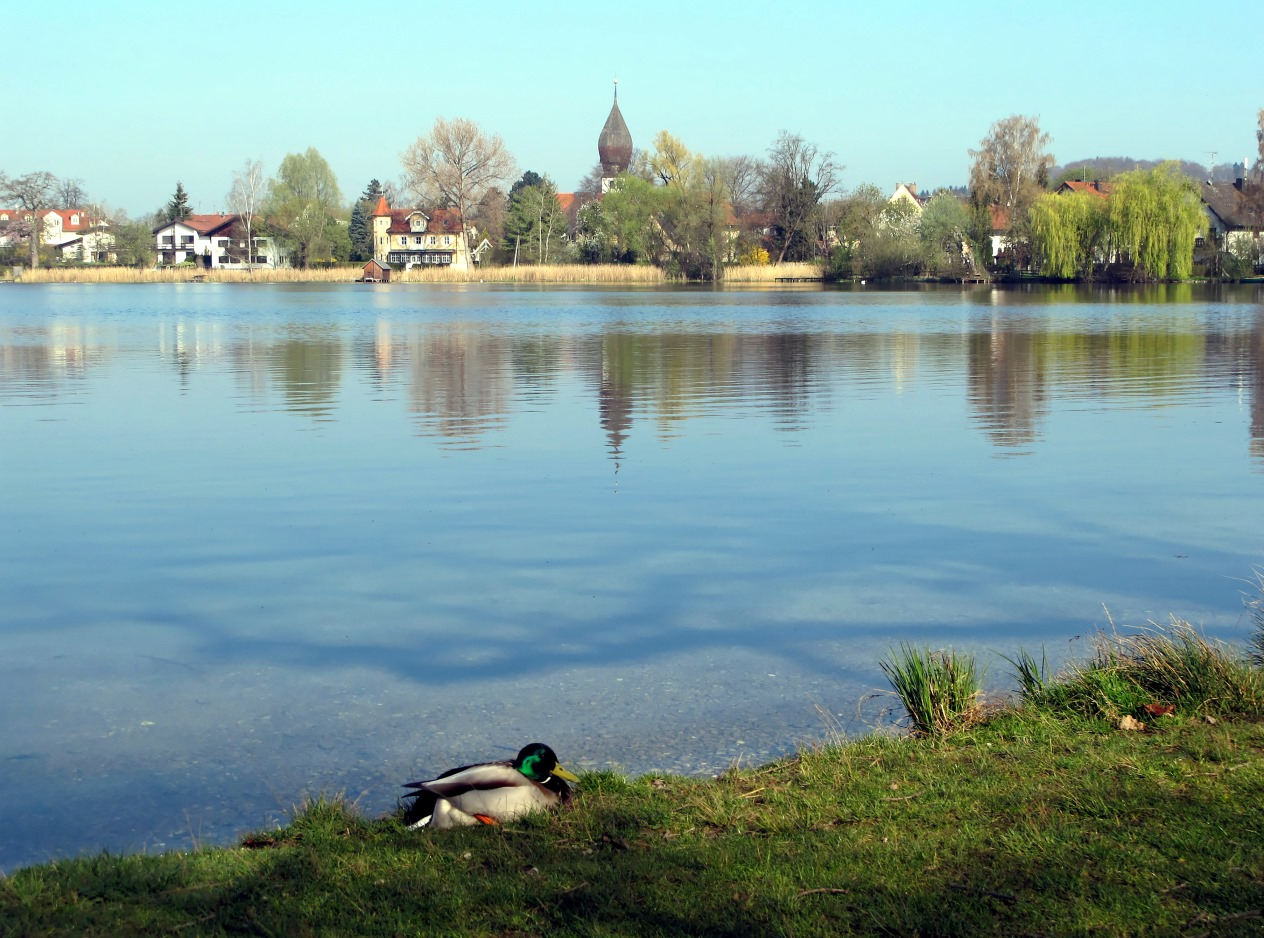
Weßling la lac

Weßling cu așezările Grünsink, Hochstadt, Mischenried , Neuhochstadt, Oberpfaffenhofen și Weichselbaum, este o comună din Districtul Starnberg, landul Bavaria, Germania. Ea este situată în jurul Lacului Weßling, aproximativ 30 km vest de München. 

## Fundal
Weßling a fost locuit deja înainte de perioada romană. El este un loc cu parohie veche și a făcut parte din teritoriul Castelului Seefeld din 1248 care a aparținut din mijlocul secolului al XV-lea conților de Toerring (mai târziu ramura Toerring-Seefeld, azi Toerring-Jettenbach). Ei au clădit biserica Adormirii Maicii Domnului (astăzi cu turul încă din secolul al XV-lea și naosul din secolul al XVIII-lea) După dizolvarea feudei Seefeld in 1848, satul a fost subordonat instanței de district Starnberg.
Localitatea se vede din secolul al XIX-lea „sat de artiști”. Acolo au lucrat pentru câtva timp, diverși sculptori cunoscuți, de exemplu Carl Schuch (1846-1903) și Pierre-Auguste Renoir (1841-1919).
Cel mai cunoscut locuitor al comunei a fost medicul Alois Alzheimer (1864-1915) care a descoperit și explorat boala denumită după el. În 1907 a cumpărat Villa Roiger în timpul angajamentului său la Munchen. Pe malul lacului se află Alzheimergaßl (Străduța Alzheimer) și Vila Alzheimer.
Aeroportul special Oberpfaffenhofen este unul dintre cele mai vechi aeroporturi din Bavaria, cu o tradiție îndelungată. A fost fondat de Claude Dornier în 1936. Acolo au fost dezvoltate și fabricate o varietate de aeronave sofisticate în punct de vedere tehnic, de la Dornier Do 335 la aeronave cu decolare și aterizare verticală până la avioane de cercetare și comerciale. Astăzi acest aeroport contribuie la rolul Bavariei ca una dintre cele mai importante amplasamente ale industriei aerospațiale din Europa. La aeroportul Oberpfaffenhofen există aproximativ 3.000 de locuri directe de muncă.

## Trafic
Localitatea bine conectată este puternic împovărată de transportul de tranzit, în special prin autostrada A96 spre Ammersee. Un drum de ocolire a fost finalizat pe 28 noiembrie 2016. Conexiuni de trafic sunt S8 (tren urban rapid) de la Aeroportul München Franz Josef Strauß peste München la Herrsching am Ammersee (stația se află la 400 m de lac), liniile autobuz 952 și  955 precum autostrada A96 (München-Lindau) cu ieșirile Wörthsee și Oberpfaffenhofen (ambele la 3 km de localitate).

## Politic
Actualul prim primar este Michael Muther (FW = Votatorii liberi). El a fost confirmat în 2014, în funcția sa. Consiliului comunal aparțin 21 de mandatari (cu primul primar) după alegerile comunale din 2014: FW 7, CSU 5, SPD 4 ș Bündnis 90 / Die Grünen 4. 

## Galerie de imagini

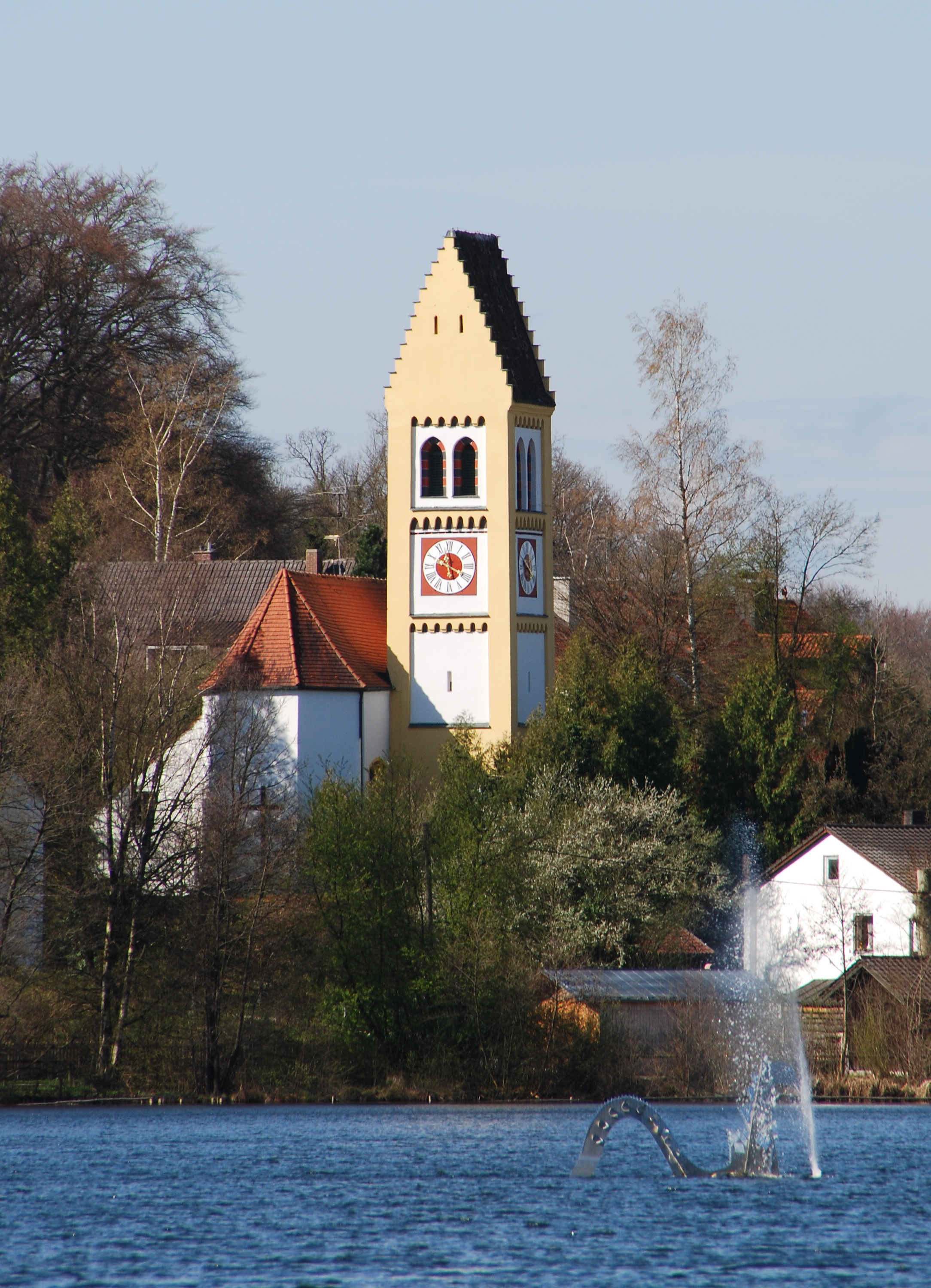
Biserica Adormiri Maicii Domnului
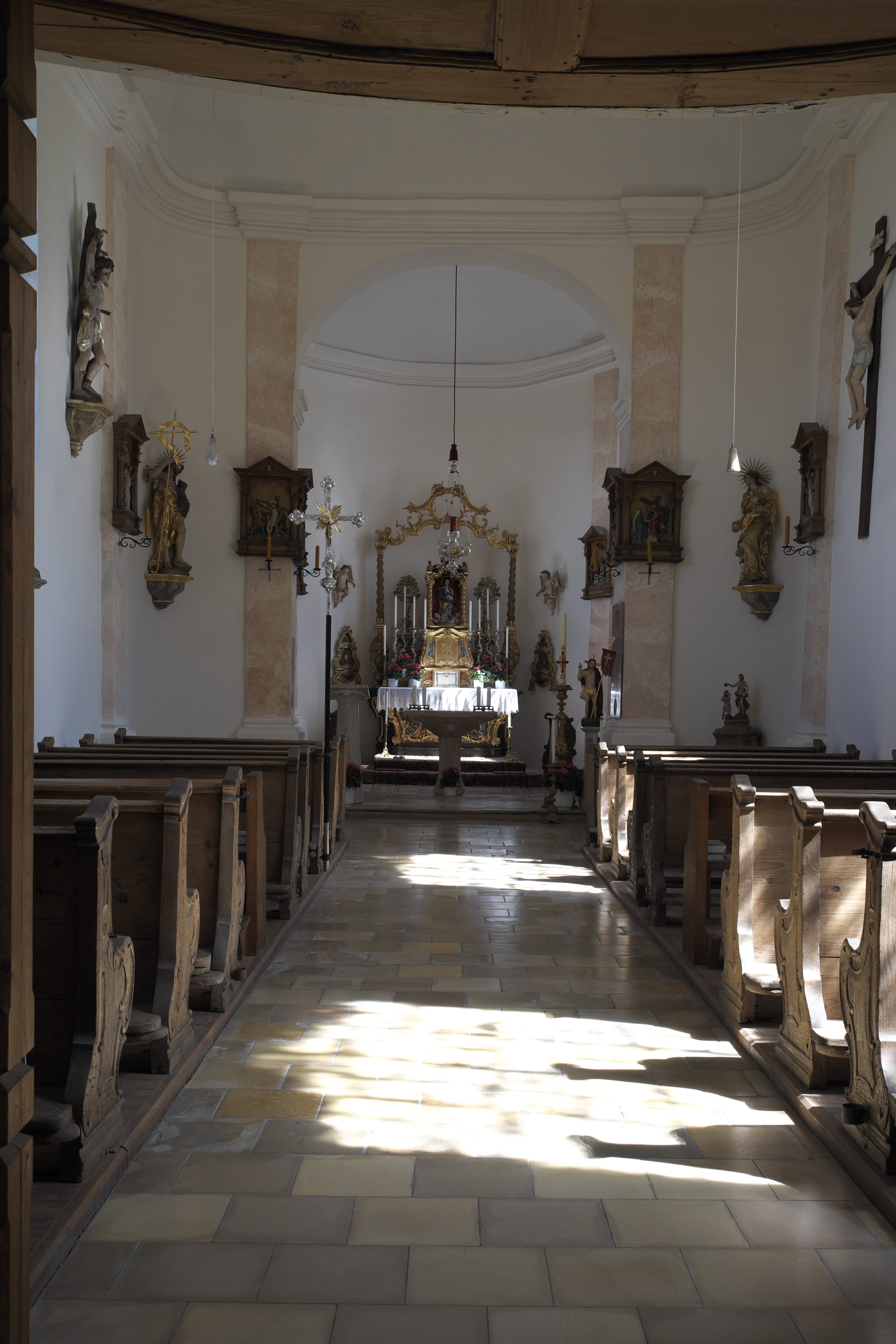
Biserica Adormiri Maicii Domnului (interior)
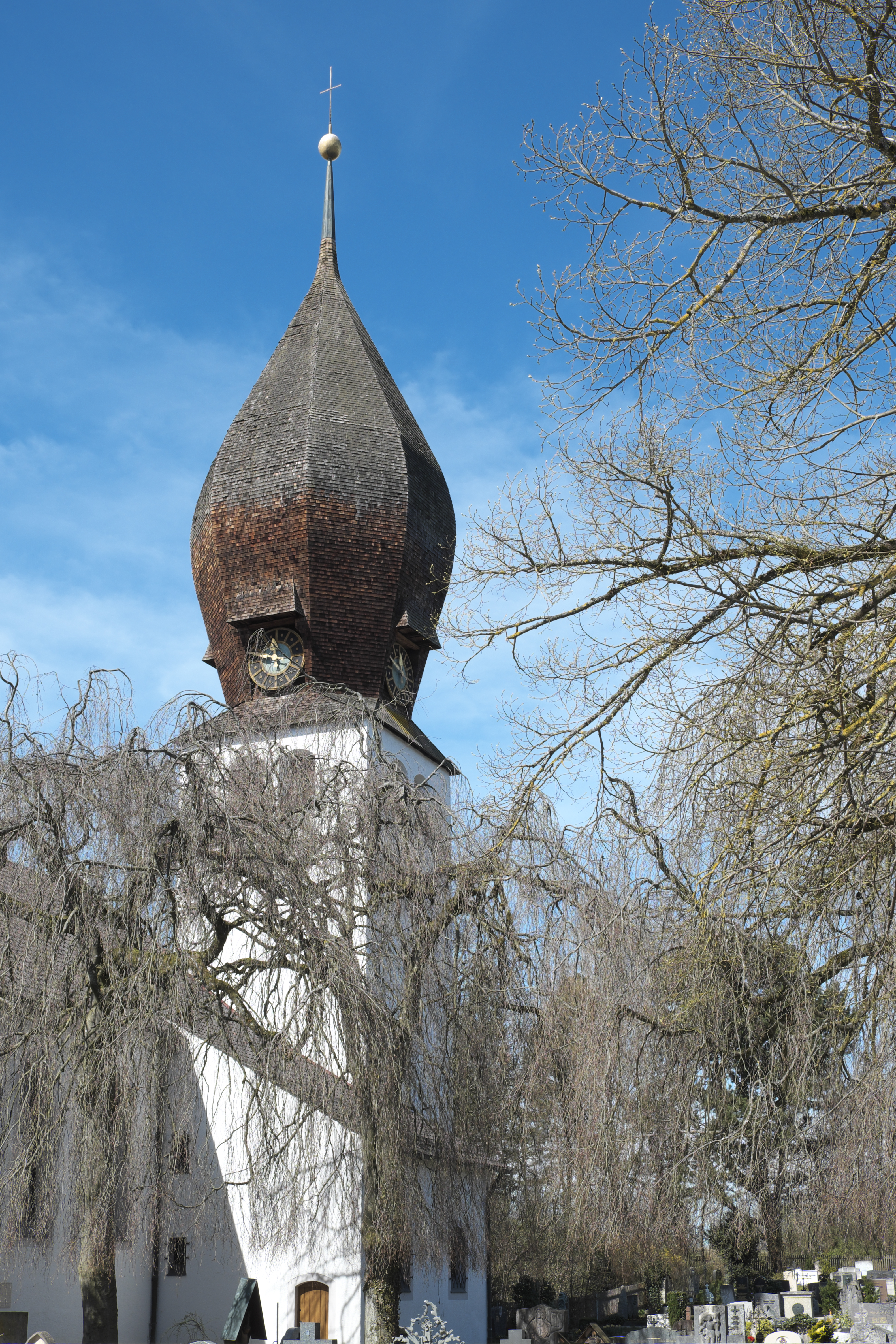
Biserica Hristos Rege
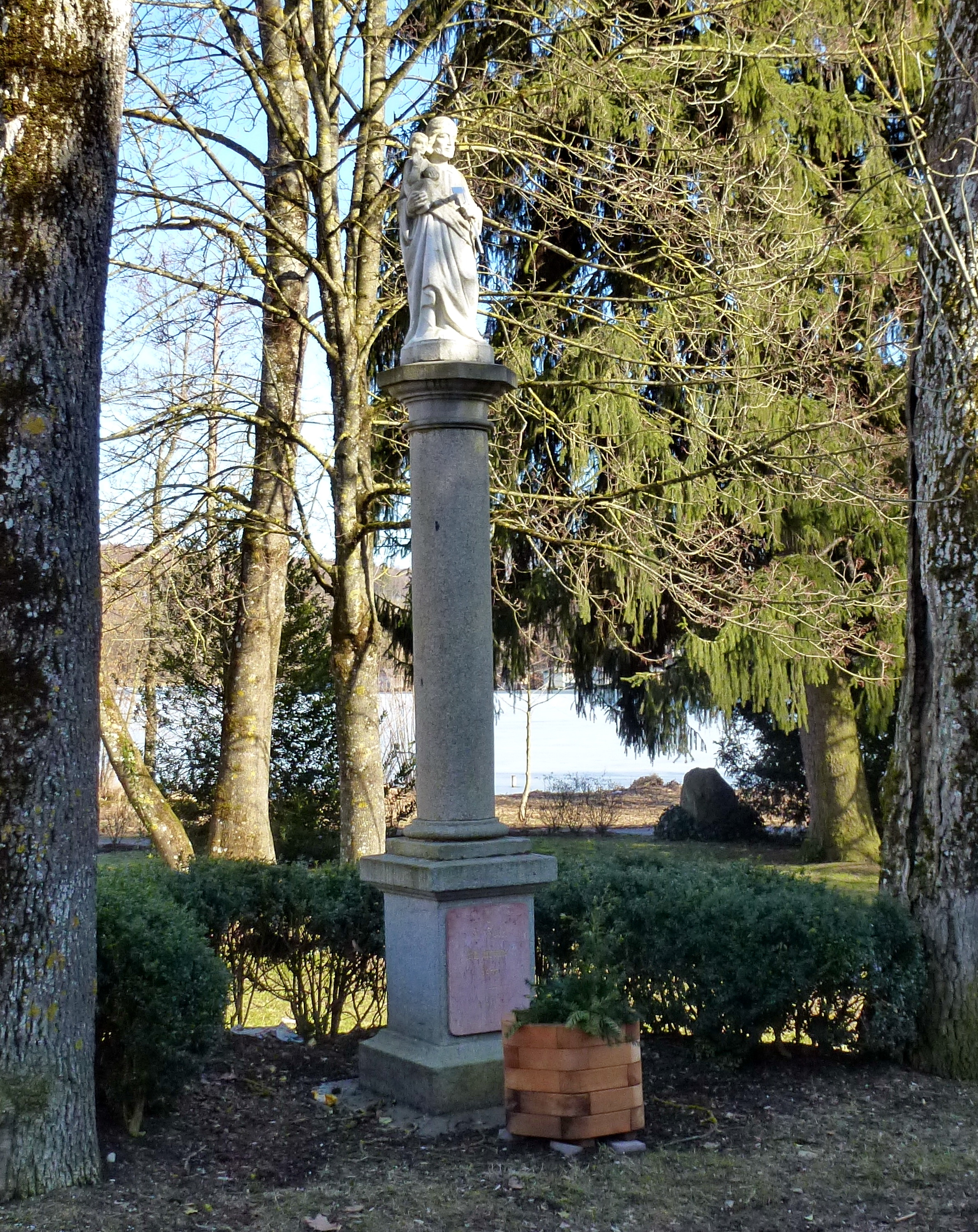
Statuia Sf. Iosif cu Copilul la lac (sec. XIX)
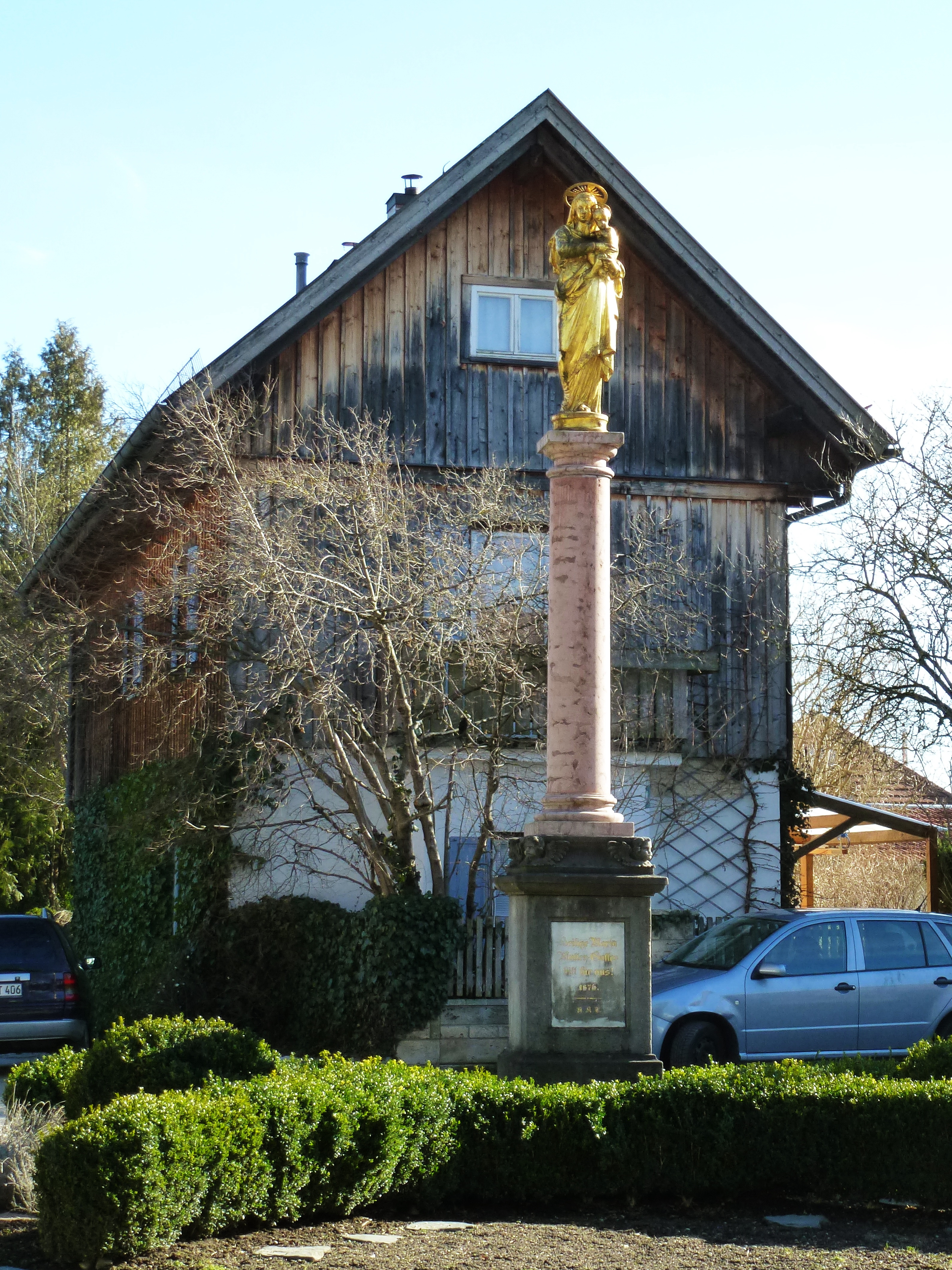
Statuia Sf. Maria (sec. XIX)
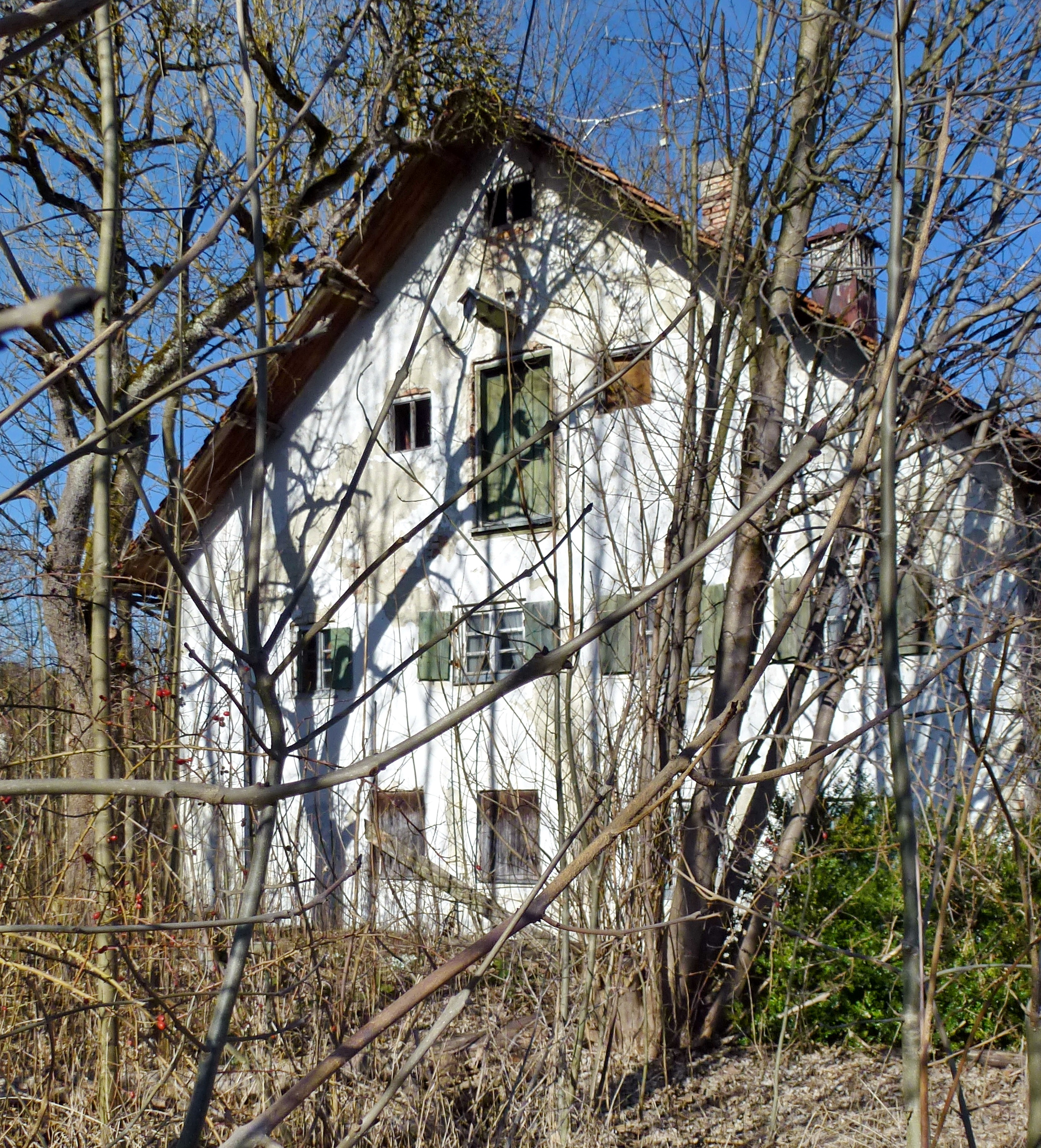
Fostă casă țărănească
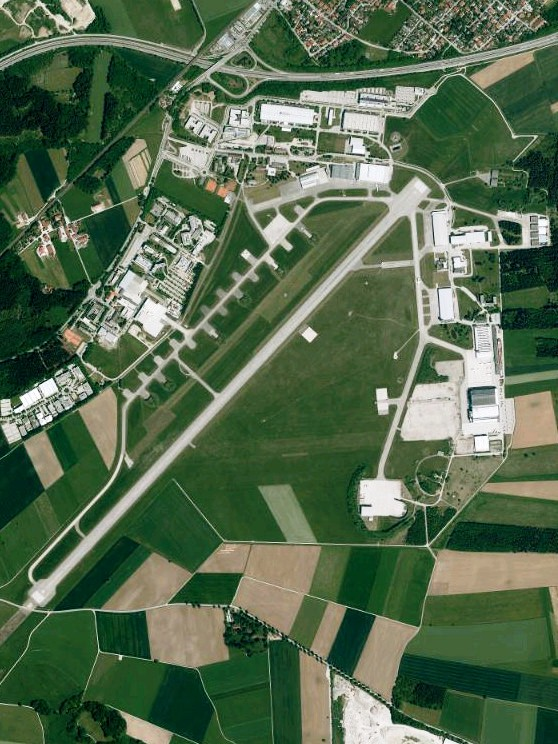
Aeroportul Oberpfaffenhofen